# 田部輝男
田部 輝男（たべ てるお、1916年12月19日 - 2000年9月16日）は、広島県広島市出身の元プロ野球選手（内野手）。野球指導者。田部武雄の従兄弟。

## 来歴・人物
旧制広陵中学(五年制)で、年齢は違うが同学の倉本信護らと3年生からレギュラー。1932年第9回選抜中等学校野球大会に出場するが明石中学の名投手、楠本保に先発全員三振を喫し完封負け初戦敗退。4年からは三番を打つも藤村富美男らの大正中学（のち呉港中学、現呉港高等学校）の黄金期で、三年連続夏の山陽大会二次(最終)予選決勝で敗れ甲子園出場はならなかった。主将としてチームを牽引した最上級の5年時1934年には、夏選手権で全国制覇した呉港中学に2対3で惜敗したものだった。
卒業後、立教大学へ進み同大学硬式野球部で東京六大学リーグでも活躍した。リーグ通算88試合出場、276打数59安打、打率.214。大学卒業後、朝鮮殖産銀行勤務。のち応召しニューギニア島で終戦を迎える。
戦後1946年5月に復員、広陵の先輩・平桝敏男、濃人渉や倉本、後輩・門前眞佐人らと広島駅前にあった遊興産業・鯉城園のクラブチームで野球を続ける。1946年夏、このチームを離れ倉本と共に東京カッブス結成に参加した。鯉城園が同年夏、戦後再開された第17回都市対抗野球大会に出場したため、上京した濃人、門前、道仏訓らを口説き、チームに引き入れた。東京カッブスは石本秀一を新監督に迎え暮れにグリーンバーグと名を変え、さらに翌1947年、広島から茨城県結城市に本拠地を移し結城ブレーブスとなって国民リーグに参加した。田部はファーストで3番を打ち夏季リーグ優勝に貢献。
国民リーグが一年で解散したため、この後は倉本らと行動を共にして社会人野球で活躍。翌1948年、前橋市・山藤商店の右翼手として第19回都市対抗野球大会出場。この年優勝した西日本鉄道に初戦、延長戦で急造投手としてマウンドに上がったが2点取られて敗れた。翌1949年には鹿沼市・古沢建設で倉本、道仏らと共に第20回都市対抗野球大会出場した。
1950年、二リーグ分裂によるチーム拡張で、プロ野球・西日本パイレーツのフロント入りしていた宇高勲に誘われ同チームに入団。4番～6番を打ちファーストで80試合、外野手で35試合に出場し16本塁打を記録。同年6月28日の巨人戦で藤本英雄に日本プロ野球史上初の完全試合を喫した試合では5番打者であった。翌1951年、西鉄クリッパースとの合併で西鉄ライオンズ創設時にも永利勇吉、関口清治とクリーンナップを組み、後半戦は欠場したが前半戦は4番を張った。この年5月から6月にかけて最多連続試合四球15を記録。これは2016年に柳田悠岐に破られるまで、60年以上パ・リーグ記録であった。1952年は大下弘、中西太の加入で6番となり、その後は徐々に下位や控えとなったが1954年まで5年間プロ野球でプレーし引退した。ツーストライクとられてから何球もファウルで粘り「ツーストライクのタベ」と呼ばれた。豊田泰光がこのしぶとさを随分勉強させてもらったと著書で述べている。
1957年、請われて東都大学リーグ二部の芝浦工業大学監督に就任。温厚な人柄ながら豊富な経験と内に秘めたガッツで人材育成の手腕を発揮し、1961年秋季リーグで工科系大学として初の一部優勝に導くなど、学生野球の指導者としても高い評価を受けた。岩下光一、切通猛、片岡新之介、河村健一郎、伊原春樹、道原裕幸らは教え子。その後、同大学の体育教官として一般学生を指導した。

## 詳細情報

### 年度別打撃成績
| 年 度     | 球 団     | 試 合 | 打 席 | 打 数 | 得 点 | 安 打 | 二 塁 打 | 三 塁 打 | 本 塁 打 | 塁 打 | 打 点 | 盗 塁 | 盗 塁 死 | 犠 打 | 犠 飛 | 四 球 | 敬 遠 | 死 球 | 三 振 | 併 殺 打 | 打 率 | 出 塁 率 | 長 打 率 | O P S |
| --------- | --------- | ----- | ----- | ----- | ----- | ----- | -------- | -------- | -------- | ----- | ----- | ----- | -------- | ----- | ----- | ----- | ----- | ----- | ----- | -------- | ----- | -------- | -------- | ----- |
| 1950      | 西日本    | 120   | 465   | 400   | 65    | 109   | 21       | 4        | 16       | 186   | 72    | 8     | 5        | 0     | --    | 64    | --    | 1     | 58    | 13       | .273  | .374     | .465     | .839  |
| 1951      | 西鉄      | 66    | 240   | 191   | 29    | 46    | 10       | 0        | 3        | 65    | 28    | 8     | 4        | 2     | --    | 46    | --    | 1     | 33    | 1        | .241  | .391     | .340     | .731  |
| 1952      | 西鉄      | 99    | 364   | 322   | 48    | 84    | 18       | 2        | 11       | 139   | 47    | 4     | 6        | 7     | --    | 35    | --    | 0     | 45    | 5        | .261  | .333     | .432     | .765  |
| 1953      | 西鉄      | 92    | 268   | 241   | 18    | 52    | 10       | 0        | 4        | 74    | 22    | 1     | 1        | 8     | --    | 18    | --    | 1     | 40    | 6        | .216  | .273     | .307     | .580  |
| 1954      | 西鉄      | 72    | 130   | 117   | 12    | 28    | 4        | 0        | 1        | 35    | 10    | 0     | 1        | 1     | 0     | 11    | --    | 1     | 23    | 3        | .239  | .310     | .299     | .609  |
| 通算：5年 | 通算：5年 | 449   | 1467  | 1271  | 172   | 319   | 63       | 6        | 35       | 499   | 179   | 21    | 17       | 18    | 0     | 174   | --    | 4     | 199   | 28       | .251  | .343     | .393     | .736  |

### 背番号
- 18 （1947年）
- 21 （1950年）
- 26 （1951年 - 1954年）